# Neocenchrea heidemanni
Neocenchrea heidemanni är en insektsart som först beskrevs av Ball 1902.  Neocenchrea heidemanni ingår i släktet Neocenchrea och familjen Derbidae. Inga underarter finns listade i Catalogue of Life.